# داروبر

یک مثال از یک مدل داروبر

یک داروبر (انگلیسی: Pharmacophore) توصیف انتزاعی از ویژگی‌های مولکولی‌ای است که برای شناخت مولکولی یک لیگاند توسط یک درشت‌مولکول بیولوژیکی ضروری است. آیوپاک یک داروبر را به این شکل تعریف می‌کند که «مجموعه‌ای از ویژگی‌های فضایی (اتم در فضا) و الکترونی است که برای اطمینان از تعاملات سوپرمولکولی بهینه با یک هدف خاص بیولوژیکی و نیز برای رهاسازی (یا بازداری) پاسخ زیست‌شناختی آن، ضروری است.»  یک مدل داروبر توضیح می‌دهد که چگونه لیگاندهای از لحاظ ساختاری متنوع، می‌توانند به یک مکان گیرنده مشترک متصل شوند. علاوه بر این، مدل‌های داروبر را می‌توان برای شناسایی از طریق لیگاندهای جدید داروپردازی مدل دونوو یا غربالگری مجازیکه به همان گیرنده متصل می‌شوند، مورد استفاده قرار داد. 

## تاریخچه
از لحاظ تاریخی، داروبرها به‌وسیله لمونت کیئِر ایجاد شد، که اولین‌بار در سال ۱۹۶۷ میلادی مفهوم آن را ذکر کرد  و از اصطلاح آن در نشریه‌ای در سال ۱۹۷۱ میلادی استفاده شد. 
توسعه مفهوم داروبر اغلب به اشتباه به پل الریخ نسبت داده می‌شود، با این حال نه در منبع ادعایی  و نه در هر اثر دیگر او اصطلاح «فارماکوفور» ذکر نمی‌شود یا از آن مفهوم استفاده نمی‌شود. 

## همچنین نگاه کنید
- شیمی‌انفورماتیک
- استخراج مولکول
- صنایع داروسازی
- وابستگی کمی کنش و ساختار
- درون‌رایانه‌ای